# Biała Niżna
Biała Niżna [ˈbʲawa ˈɲiʐna] là một ngôi làng ở Gmina Grybów, Nowosądecki, Lesser Poland Voivodeship, ở miền nam Ba Lan. Nó nằm cách khoảng 3 kilômét (2 mi) về phía đông Grybów, 21 km (13 mi) về phía đông của Nowy Sącz và 89 km (55 mi) về phía đông nam của thủ đô Kraków.
Ngôi làng có dân số là 2.200 người.

## Lịch sử
Khu tập trung Do Thái gần nhất nằm cách Biala Nizna khoảng 3 km, ở Grybow. Nó được tạo ra vào năm 1940. Đức quốc xã đã tập hợp khoảng 2.500 người Do Thái để sinh sống ở đó từ Krużlowa Niżna, Krużlowa Wyżna, Stara Wies, Siołkow, Mszalnica, Kąclowa, Biała Wyżna, Ptaszkow và cả từ các khu vực xung quanh. Vào tháng 8 năm 1942, khu tập trung Do Thái đã được thanh lý. Một số tù nhân của khu này đã được chuyển đến khu tập trung Do Thái ở Nowy Sacz và những người còn lại, khoảng 360 đàn ông, phụ nữ và trẻ em, đã bị xử tử tại Biala Nizna. Đó là lý do vì sao ngôi làng nhỏ ở miền nam Ba Lan này trở thành một trong những địa điểm tử đạo lớn nhất. Theo Stanislaw R., nhân chứng của vụ xử bắn này, trong số 360 người Do Thái bị giết ở Biala Nizna, 60 người là trẻ em.